# 布拉克內爾森林
布拉克內爾森林（詳見「#稱呼」段落），英國英格蘭東南區域的二級行政區（區級），擁有單一管理區、自治市鎮地位，有113,500人口，佔地109.38平方公里，行政總部位於布拉克內爾。
在某些情況下，布拉克內爾森林屬伯克郡（一級行政區─郡級）一部分，詳見「#從屬」段落。注意世界上不存在稱作「布拉克內爾森林」的森林。

## 地方沿革

### 1890－1960年代
《1894年地方政府法案》在1894年4月1日生效，全數廢除574個衛生區（Sanitary District，包括：鎮衛生區、鄉衛生區），被692個新的鄉區取締。以現今布拉克內爾森林的範圍為例：伊斯特漢普斯特德鄉衛生區被廢除，新設伊斯特漢普斯特德鎮區。

### 1970－1980年代
1971年2月，英國政府推出英格蘭行政區劃改革的白皮書《英格蘭地方政府：政府對於改組的建議》，諮詢公眾意見。伯克郡的改革在白皮書的「範圍39」（Area 39）部分，在諮詢期結束後沒作變動。
隨後，英國政府遞交正式的法案《1972年地方政府法案》交予英國國會審議並獲通過，在1974年4月1日生效：伯克郡的11個鎮區合併成6個非都市區，其一為「布拉克內爾」（布拉克內爾森林的前身）。
1974年，多個區（district）級地方政府自治體獲英國樞密院頒發皇家特許狀（royal charter），擁有「自治市鎮」（borough）的榮譽頭銜。當時伯克郡的6個非都市區，只有雷丁、温莎-梅登黑德、斯勞（共3個）在1974年獲自治市鎮地位；布拉克內爾（布拉克內爾森林的前身）在1988年獲之，並更名為布拉克內爾森林。

### 1990年代－

#### 升格的背景、經過
《1992年地方政府法案》設立的英格蘭地方政府委員會在1992－2002年編寫改革英格蘭行政區劃的報告。1994年12月，委員會出版《伯克郡未來地方政府的最終建議》，與布拉克內爾森林相關的有：建議廢除伯克郡議會；布拉克內爾森林、溫莎-梅登黑德合併為一個單一管理區「皇家東伯克郡」（Royal East Berkshire）。
英國環境大臣約翰·格默（John Gummer）大致上認同《伯克郡未來地方政府的最終建議》，但建議布拉克內爾森林、溫莎-梅登黑德共兩個非都市區可以直接分別升格為兩個單一管理區，無需另行合併。
伯克郡議會原本支持建議，但後來郡議會內的政治力量變動，1995年3月起，較多議員反對建議，更入稟法院（循司法途徑），高等法院裁定《最終建議》的「單一管理區」部分無效，但終審法院推翻高等法院的判決，該部分回復法律效力。英國政府接納建議。
繁複的司法程序使單一管理區的推行由1997年4月1日延遲至1998年4月1日執行。《1996年伯克郡（結構變化）法令》在1998年4月1日生效，布拉克內爾森林升格為單一管理區（有獨立於郡的地方議會），伯克郡議會被廢除。
|  |  |

#### 從屬
每一個名譽郡都有一個代表英國皇室但沒有實權的郡尉（Lord Lieutenant）常駐，名譽的伯克郡包含西伯克郡、雷丁、沃金厄姆、布拉克內爾森林、温莎-梅登黑德、斯勞在內。非都市郡與單一管理區沒有從屬關係，以上6個單一管理區已脫離非都市的伯克郡，行政上與任何英格蘭的郡也互不相干。伯克郡再沒有管轄任何地方；從行政的角度看，伯克郡只是地理名詞而已。

## 政治
伯克郡包含6個單一管理區，劃分為8個英國國會選區。選區分為集中於市區的自治市鎮選區（borough constituency，簡稱：BC）和集中於郊區的郡選區（county constituency，簡稱：CC）兩種。下方兩圖比較，可見得布拉克內爾森林的範圍分佈於兩個選區內，皆為自治市鎮選區─布拉克內爾（Bracknell）、温莎（Windsor）。
| 選區                                                                                                | 自治市鎮                                                                   |
| --------------------------------------------------------------------------------------------------- | -------------------------------------------------------------------------- |
| 1. 布拉克內爾CC 2. 梅登黑德CC 3. 紐伯里CC 4. 雷丁東BC 5. 雷丁西CC 6. 斯勞BC 7. 温莎CC 8. 沃金厄姆CC | 1. 西伯克郡 2. 雷丁 3. 沃金厄姆 4. 布拉克內爾森林 5. 温莎-梅登黑德 6. 斯勞 |

## 地方政府
英格蘭共有354個二級行政區─區（District），布拉克內爾森林是其一。為了特顯其行政區級別，人稱區級的她為「布拉克內爾森林區」（District of Bracknell Forest）。為了特顯其自治市鎮（Borough）地位，人稱她為「布拉克內爾森林自治市鎮」（Borough of Bracknell Forest），例如其議會「布拉克內爾森林自治市鎮議會」（Bracknell Forest Borough Council）。

## 自然地理
布拉克內爾森林四面都是陸地。以行政總部布拉克內爾計算，距英格蘭南岸約70公里（最近處為西薩塞克斯郡的博格諾里吉斯），距英格蘭東岸約95公里（最近處為埃塞克斯郡的濱海紹森德，即泰晤士河河口），距英格蘭西岸約136公里（最近處為布里斯托）。

### 鄰近城市
以下列出布拉克內爾森林行政總部布拉克內爾與英國首都、8座英格蘭核心城市、威爾斯首府和蘇格蘭最大兩座城市的位置。布拉克內爾的位置以圖示代表。
| abcdefghiknv 背景是大不列顛島 | \| 圖示 \| 城市 \| 距離（公里）[16][17] \| \| ---- \| -------- \| -------------------- \| \| a \| 倫敦 \| 45 \| \| b \| \| 142 \| \| c \| 格拉斯哥 \| 543 \| \| d \| 利物浦 \| 270 \| \| e \| \| 270 \| \| f \| \| 223 \| \| g \| 愛丁堡 \| 530 \| \| h \| \| 128 \| \| i \| 曼徹斯特 \| 252 \| \| k \| \| 402 \| \| n \| 諾丁漢 \| 175 \| \| v \| \| 171 \| |              |
| 圖示                          | 城市 | 距離（公里） |
| a                             | 倫敦 | 45           |
| b                             | | 142          |
| c                             | 格拉斯哥 | 543          |
| d                             | 利物浦 | 270          |
| e                             | | 270          |
| f                             | | 223          |
| g                             | 愛丁堡 | 530          |
| h                             | | 128          |
| i                             | 曼徹斯特 | 252          |
| k                             | | 402          |
| n                             | 諾丁漢 | 175          |
| v                             | | 171          |

### 氣候
根據德國氣候學家弗拉迪米爾·彼得·柯本發明的柯本氣候分類法，布拉克內爾森林位處海岸性氣候（Cfb）範圍，夏季暖和，冬季涼爽，全年雨量充足。布拉克內爾森林的天氣主要受西邊大西洋的墨西哥灣暖流影響。
下方兩個表格顯示薩里郡威斯利和英格蘭在1971－2000年間的氣候數據平均統計數據。威斯利在布拉克內爾森林行政總部布拉克內爾東南22公里，兩者氣候極相近。比較兩表，可見得威斯利的平均最高溫度、平均最低溫度都比英格蘭高0.5攝氏度；平均降水比英格蘭少191毫米；平均日照比英格蘭多77小時。威斯利在一月最冷，七月最熱，七月日照時間最長，十月降水最多。
| 威斯利            | 威斯利      | 威斯利      | 威斯利      | 威斯利      | 威斯利      | 威斯利      | 威斯利      | 威斯利      | 威斯利      | 威斯利      | 威斯利      | 威斯利      | 威斯利        |
| 月份              | 1月         | 2月         | 3月         | 4月         | 5月         | 6月         | 7月         | 8月         | 9月         | 10月        | 11月        | 12月        | 全年          |
| ----------------- | ----------- | ----------- | ----------- | ----------- | ----------- | ----------- | ----------- | ----------- | ----------- | ----------- | ----------- | ----------- | ------------- |
| 平均高温 °C（°F） | 7.6 (45.7)  | 8.0 (46.4)  | 10.7 (51.3) | 13.3 (55.9) | 17.2 (63.0) | 19.9 (67.8) | 22.5 (72.5) | 22.3 (72.1) | 19.1 (66.4) | 15.0 (59.0) | 10.6 (51.1) | 8.4 (47.1)  | 14.6 (58.3)   |
| 平均低温 °C（°F） | 1.8 (35.2)  | 1.5 (34.7)  | 3.0 (37.4)  | 4.0 (39.2)  | 6.8 (44.2)  | 9.7 (49.5)  | 12.0 (53.6) | 11.6 (52.9) | 9.5 (49.1)  | 6.8 (44.2)  | 3.8 (38.8)  | 2.7 (36.9)  | 6.1 (43.0)    |
| 平均降水量 mm（） | 62.5 (2.46) | 40.6 (1.60) | 47.7 (1.88) | 47.6 (1.87) | 51.1 (2.01) | 51.6 (2.03) | 39.6 (1.56) | 49.4 (1.94) | 61.2 (2.41) | 71.2 (2.80) | 60.3 (2.37) | 64.5 (2.54) | 647.1 (25.48) |
| 月均日照時數      | 52.1        | 70.6        | 107.6       | 152.4       | 194.4       | 188.1       | 203.7       | 200.6       | 143.4       | 112.8       | 66.6        | 42.5        | 1,534.7       |
| 来源：英國氣象局  |             |             |             |             |             |             |             |             |             |             |             |             |               |

| 英格兰                         | 英格兰      | 英格兰      | 英格兰      | 英格兰      | 英格兰      | 英格兰      | 英格兰      | 英格兰      | 英格兰      | 英格兰      | 英格兰      | 英格兰      | 英格兰        |
| 月份                           | 1月         | 2月         | 3月         | 4月         | 5月         | 6月         | 7月         | 8月         | 9月         | 10月        | 11月        | 12月        | 全年          |
| ------------------------------ | ----------- | ----------- | ----------- | ----------- | ----------- | ----------- | ----------- | ----------- | ----------- | ----------- | ----------- | ----------- | ------------- |
| 平均高温 °C（°F）              | 6.6 (43.9)  | 6.9 (44.4)  | 9.3 (48.7)  | 11.7 (53.1) | 15.4 (59.7) | 18.1 (64.6) | 20.6 (69.1) | 20.5 (68.9) | 17.5 (63.5) | 13.6 (56.5) | 9.5 (49.1)  | 7.4 (45.3)  | 13.1 (55.6)   |
| 平均低温 °C（°F）              | 1.1 (34.0)  | 1.0 (33.8)  | 2.4 (36.3)  | 3.6 (38.5)  | 6.3 (43.3)  | 9.1 (48.4)  | 11.4 (52.5) | 11.2 (52.2) | 9.3 (48.7)  | 6.6 (43.9)  | 3.5 (38.3)  | 2.0 (35.6)  | 5.6 (42.1)    |
| 平均降水量 mm（）              | 84.2 (3.31) | 60.1 (2.37) | 66.5 (2.62) | 56.8 (2.24) | 55.9 (2.20) | 62.9 (2.48) | 54.1 (2.13) | 66.7 (2.63) | 73.3 (2.89) | 83.5 (3.29) | 83.5 (3.29) | 90.4 (3.56) | 838.0 (32.99) |
| 月均日照時數                   | 50.5        | 67.7        | 102.5       | 145.2       | 189.9       | 179.4       | 192.8       | 184.1       | 135.0       | 101.3       | 65.2        | 43.9        | 1,457.4       |
| 来源：英國氣象局（Met Office） |             |             |             |             |             |             |             |             |             |             |             |             |               |

## 人文地理
布拉克內爾森林北、東與温莎-梅登黑德相鄰，南（靠東）與薩里郡的薩里希思相鄰，南（靠西）與漢普郡的哈特相鄰，西與沃金厄姆區相鄰。

### 人口
英格蘭有354個二級行政區，伯克郡佔其六。關於她們的人口、面積、人口密度比較表，見伯克郡#行政區劃。
統計人口時，國家統計局採用自行制訂的ONS編碼，以「00MA」代表布拉克內爾森林。根據辦公室的2007年年中人口普查數據，估計布拉克內爾森林有113,500人口（郡內第6，英格蘭第187）；佔地109.38平方公里（郡內第4，英格蘭第238）；人口密度為1,038每平方公里（郡內第3，英格蘭第131）；種族方面，95.1%人口是白人，1.9%是南亞裔、1.0%是黑人、0.4%是華裔或其他。

## 交通

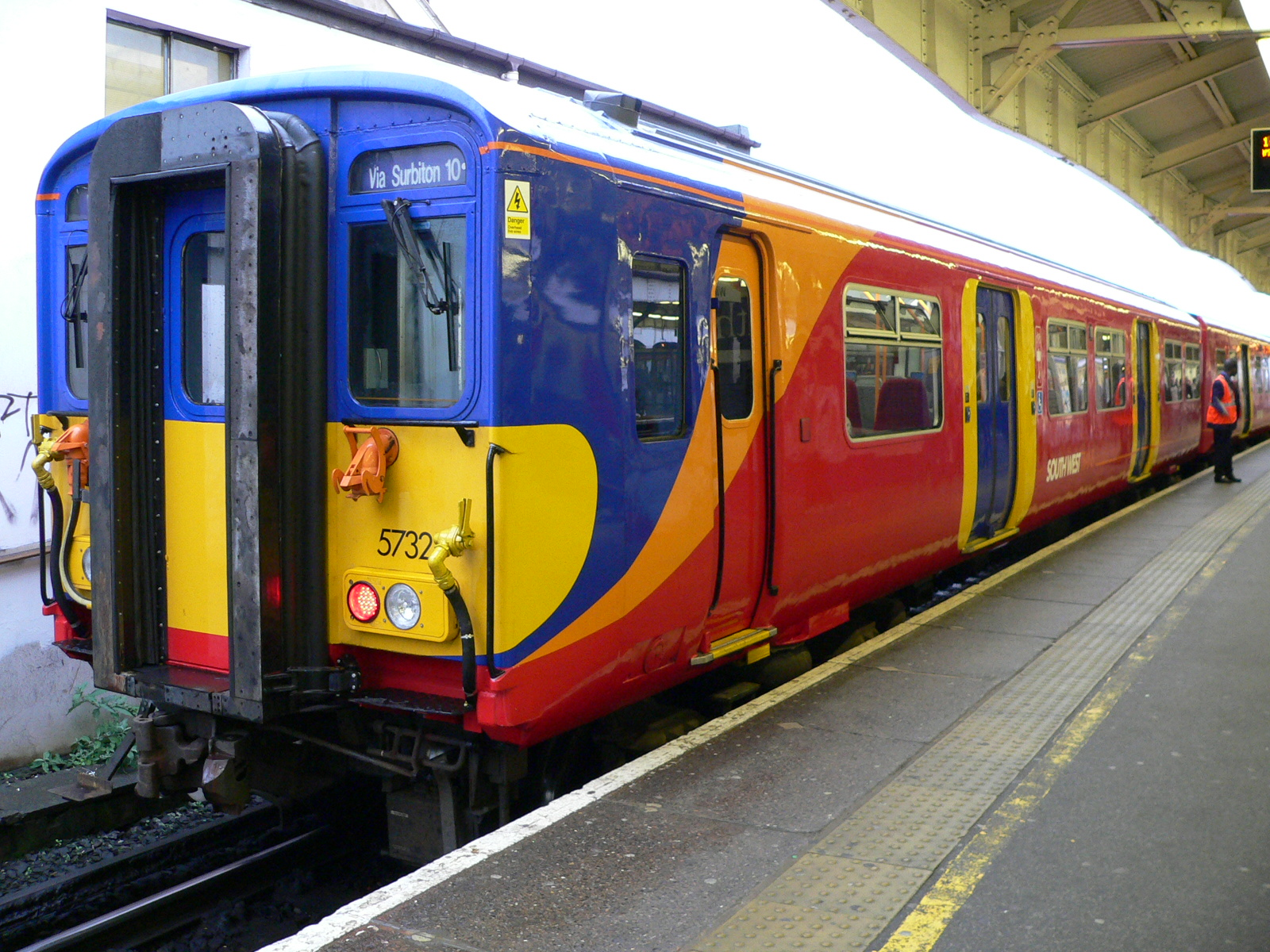
西南火車使用的455型火車

### 鐵路
布拉克內爾森林的火車服務由兩家公司經營：西南火車(South West Trains)、第一大西部(First Great Western)。
西南火車在布拉克內爾森林設有兩個火車站。布拉克內爾車站（代號：BCE）座落於布拉克內爾的市場街（Market Street），向西南方乘五個車站便到達雷丁車站。馬丁斯赫倫車站（代號：MAO，布拉克內爾車站以東北第一個站）座落於馬丁斯赫倫的惠頓路（Whitton Road），向東北方乘八個車站便到達費爾薩姆車站（與倫敦希斯羅機場只相距三公里），再向東乘13個火車站便到達滑鐵盧車站。
第一大西部在布拉克內爾森林設有兩個火車站。克羅索恩車站（代號：CRN）座落於克羅索恩公爵騎馬小徑（Duke's Ride），向北方乘三個車站便到達雷丁車站。桑德赫斯特車站（代號：SND，克羅索恩車站以東第一個站）座落於桑德赫斯特約克鎮路（Yorktown Road），向東南方乘14個車站便到達倫敦格域機場。

### 巴士
西南火車經營的布拉克內爾車站附近有兩個巴士站，可選乘12條路線：6C、7C、7S、53、67、153、154、155、162、190、192、239C。全部路線的終點都在伯克郡內，其中十條都前往布拉克內爾森林內的村鎮或前往温莎-梅登黑德。
第一大西部經營的克羅索恩車站附近有一個巴士站，可選乘一條路線：193。桑德赫斯特車站附近有兩個巴士站，可選乘五條路線：194、418、435、598、952。

### 公路
A322主要路線（A322 primary route）是布拉克內爾森林最重要的公路。它以東南至西北向貫穿布拉克內爾森林中部（包括行政總部布拉克內爾），其中一端在布拉克內爾森林西部離開，進入沃金厄姆區的東部範圍，與A329高速公路接駁，繼續向西北延展，與西至東向的M4高速公路相匯。沿A329高速公路再向西北行走6公里就抵達終點──雷丁。通過M4高速公路，西達布里斯托，東達英國首都倫敦。
A322主要路線的另外一端在布拉克內爾森林南部離開，進入薩里郡薩里希思區的北部範圍，於巴格肖特和萊特沃特（比巴格肖特較南）之間與西南至東北向的M3高速公路（M3 motorway）相遇。通過M3高速公路，東北達英國首都倫敦，西南達南安普敦。
布拉克內爾森林內有幾條非主要路線（non primary route），包括：A331、B3348、A3095、A330、A332等。

### 航空
以布拉克內爾森林行政總部布拉克內爾為中心，東北偏東23公里達倫敦希斯路機場（約40分鐘車程），東南48公里達倫敦格域機場（約1小時30分鐘車程），東北57公里達倫敦盧頓機場。

## 商貿
最少有8家跨國集團在布拉克內爾森林行政總部布拉克內爾設立總部或分部。
- BMW（寶馬）旗下八個英國分部，其一座落於布拉克內爾[33]。
- Novell旗下兩個英國分部，其一座落於布拉克內爾（另一分部位於蘇格蘭首府愛丁堡，換言之布拉克內爾是英格蘭的唯一分部）[34]。
- 富士通-西門子電腦公司的英國總部座落於布拉克內爾[31][35]。
- 霍尼韋爾旗下53個英國和愛爾蘭分部，其三座落於布拉克內爾[36]。
- 惠普公司（HP）旗下七個英國辦公室，其中總辦公室座落於布拉克內爾[37]。
- Panasonic的英國總部座落於布拉克內爾[38]。
- 先正達旗下五個英國分部，其中吉羅茨希爾國際研究中心座落於布拉克內爾[39]。
- 3M公司的「英國和愛爾蘭」總部座落於布拉克內爾[40]。

多家英國國內知名公共機構在布拉克內爾森林設立總部。例如桑德赫斯特皇家軍事學院位於桑德赫斯特，布羅德穆爾醫院位於克羅索恩、交通研究實驗室位於克羅索恩。

## 文娛藝術、休閒
- 南丘公園（South Hill Park）是多用途藝術中心，提供藝術課程和展覽，每年吸引超過10萬人次參觀。布拉克內爾森林舞蹈節（Bracknell Forest Dance Festival）每年3月於南丘公園舉辦[41][42]。
- 伊斯特漢普斯特德公園會議中心（Easthampstead Park Conference Centre）是多用途活動場所，原本是第四任Downshire侯爵（Fourth Marquis of Downshire）於1858年興建的官邸。它佔地約0.243平方公里（60英畝），在大樓內可舉行大型會議、晚宴、婚禮，大樓外的露天草地可舉行各式各樣的戶外活動（如：燒烤等）[43][44]。
- 布拉克內爾森林設有9家公共圖書館，其中最大的是布拉克內爾（中央）圖書館（Bracknell (Central) Library）[45]。
- 布拉克內爾森林有7所體育或休閒中心，其中布拉克內爾康樂中心（Bracknell Leisure Centre）號稱是英格蘭南部最大的社區為本休閒中心[46]。
- 布拉克內爾森林有14所社區中心[47]，7所青少年中心[48]，超過200家自願組織[49]。

## 教育
布拉克內爾森林有6所中學、24所小學、3所幼兒學校（4－7歲學童）、3所Junior School（7－11歲）、一所「Special School」（特殊學校）。

## 城鎮
伯克郡沒有城市（City），但有13個鎮（Town），布拉克內爾森林佔其3。以下3個鎮按人口多寡編號（在13個鎮裡的排名），在下圖中分別代表她們在伯克郡的位置（克羅索恩未有人口數據，唯有按英文字母編為第13）。直接點擊地圖上的編號即可進入該鎮的主條目。
關於整個伯克郡共13個鎮以及周邊行政區各鎮的分佈情況，見伯克郡#城鎮。
| 排名 | 地名（中譯） | 地名（原文） | 人口   |
| ---- | ------------ | ------------ | ------ |
| 4    | 布拉克內爾   | Bracknell    | 50,131 |
| 11   | 桑德赫斯特   | Sandhurst    | 22,000 |
| 13   | 克羅索恩     | Crowthorne   |        |

| 伯克郡地理圖（布拉克內爾森林是紅點所在範圍）                                                    |
| 41113 圖例： - 灰色 （■）：市區 - 奶黃色 （■）：郊區 - 淺藍色 （■）：水體 - 靛色長條（■）：公路 |

## 姊妹城市
- 奧普拉登（德國），1973－1975年（奧普拉登在1975年併入勒沃庫森）
- 勒沃庫森（德國），1975年－[51]

## 外部連結
- （英文） 布拉克內爾森林自治市鎮議會 （页面存档备份，存于）
- （英文） 官方相片集 （页面存档备份，存于） 在Flickr

51°25′02″N 0°44′49″W / 51.41722°N 0.74694°W